# Rhabdochaeta naevia
Rhabdochaeta naevia är en tvåvingeart som beskrevs av Ito 1984. Rhabdochaeta naevia ingår i släktet Rhabdochaeta och familjen borrflugor. Inga underarter finns listade i Catalogue of Life.